# Мішуков Олег Васильович
Мішуков Олег Васильович - доктор філологічних наук, заслужений діяч мистецтв України, відмінник освіти України, почесний громадянин міста Херсон. За його ініціативи був створений Херсонський Академічний ліцей при ХДУ.
Ректор Херсонського державного університету, директор Херсонського 
Академічного ліцею при ХДУ, завідувач кафедри світової літератури і 
культури, депутат Херсонської обласної ради. Доктор філологічних наук, професор, заслужений діяч мистецтв України,
дійсний член АПСН Росії, почесний член Міжнародної слов'янської 
академії освіти ім. Я. А. Коменського.

## Діяльність
Народився Олег Васильович Мішуков у м. Ялта Автономної Республіки Крим 14 жовтня 1963.
З 1987 р. працює викладачем кафедри російської і зарубіжної літератури ХДУ, а з вересня того ж року обіймає посаду заступника декана філологічного факультету. У 1990-1992 рр. . стажер Харківського національного педагогічного університету ім. Г. Сковороди, де наприкінці квітня 1993 захистив кандидатську дисертацію за темою "Жанри декабристської мемуаристики".
Із вересня 1993 року почав виконувати обов'язки декана факультету.
Саме з ініціативи О.В. Мішукова в 1994 р. був створений Херсонський Академічний ліцей при ХДУ, директор.
У листопаді 1996 р. призначений першим проректором університету, доцентом кафедри зарубіжної літератури.
Указом Президента України від 16.09.1998 р. О.В. Мішукову присвоєно звання " Заслужений працівник культури України ". З квітня 1996 відмінник освіти України.
25 січня 2000 в Львівському національному університеті ім. І. Франка О. В. Мішукова захищена докторська дисертація за темою "Історія русів у європейському контексті". У лютому цього ж року призначений професором кафедри історії світової літератури та культури, з січня 2000 р. академік Академії педагогічних і соціальних наук Росії.
Керівник держбюджетної наукової теми МОН України з історії європейського театру і драматургії, президент Херсонської обласної організації Малої Академії наук України, голова обласної організації Асоціації культурологів України, член Національної спілки журналістів України, Міжнародного Союзу письменників, Національної спілки театральних діячів України, спеціалізованих учених рад двох вузів Москви, художньої ради Херсонського академічного театру ім. Г. Куліша, головний редактор наукового збірника "Південний архів" (філологічні науки), голова спеціалізованої вченої ради по захисту кандидатських дисертацій з літературознавства.
8 грудня 2011 р помер.

## Нагороди та досягнення
У 1999 р. О. В. Мішуков одержав подяку та іменний годинник від Президента України, нагороджений іменною зброєю від МВС України (2000); ювілейними медалями МВС України (2001), СБУ (2001), Державного 
Департаменту України з виконання покарань (2002), ДПАУ (2002).
За особливі заслуги в 2003 р. О. В. Мішуков нагороджений орденом святого рівноапостольного князя Володимира III ступеня.
Довгий час займав посаду першого проректора Херсонського державного університету, завідувач кафедри світової літератури і культури, директор Херсонського Академічного ліцею при ХДУ.
18 вересня 2003 Указом Президента України О. В. Мішукову присвоєно почесне звання "Заслужений діяч мистецтв України".
У 2005 році нагороджений медаллю "За наукові досягнення".
Олег Васильович Мішуков режисер- постановник вистав "Ревізор " (2003), "Пам'ять серця" (2005), "Вовки та вівці" (2007) у Херсонському академічному музично -драматичному театрі ім. Г.Куліша, концертних програм на сценах Національного палацу "Україна" (Київ), Херсонської області, Ялти, Одеси, Харкова та інших міст. Автор і ведучий телевізійного історико-культурного циклу "Ностальгія", телециклу "Театральний роман".
Професор О.В. Мішуков автор понад 200 наукових публікацій (в Україні, Росії, Грузії, Польщі, Болгарії, ФРН, Великій Британії), у тому числі 7 монографій та підручників : "Мемуаристика декабристів" (1996), "Історія русів у контексті часів першої половини XIX ст." (1997), "Європейський контекст. Історії русів " (1999), "Перервалася Зв'язок часів" ( 2002 ) ; "Російська мемуаристика першої половини XIX В. : проблеми жанру і стилю" (2007), 2-х підручників. Науковий керівник аспірантів (Херсон, Москва) з російської, української та зарубіжної літератури, історії європейського театру XIX -XX ст. ; творчої спадщини К. С. Станіславського, культури Середньовіччя.
З 2006 року почесний член Міжнародної слов'янської академії освіти ім. Я. А. Коменського.
З 2006 року депутат Херсонської обласної ради.
У вересні 2007 року нагороджений медаллю ім. В.Сухомлинського.
У серпні 2007 року Олег Васильович був нагороджений Почесною грамотою Верховної Ради України, а в жовтні 2007 - Почесною грамотою Кабінету Міністрів України.
28 серпня 2009 року присвоєно звання "Почесний громадянин міста Херсона".
14 липня 2011 року наказом Міністра освіти і науки, молоді та спорту України Олега Васильовича Мішукова було призначено ректором Херсонського державного університету.
Помер 18 грудня 2011 року в лікарні міста Херсон.